# Herrschaft Aislingen
Die Herrschaft Aislingen, benannt nach dem Ort Aislingen im heutigen Landkreis Dillingen an der Donau in Bayern, war eine Herrschaft im Heiligen Römischen Reich, die 1489 von den Grafen von Werdenberg an das Hochstift Augsburg veräußert wurde. Durch die Säkularisation im Jahr 1802/03 kam die Herrschaft Aislingen an das Kurfürstentum Bayern.

## Geschichte
Aislingen war Sitz eines Ortsadelsgeschlechts, das ursprünglich nach dem Ort als Herren von Aislingen bezeichnet wurde. Die Herrschaft Aislingen kam an die Markgrafen von Burgau, die von 1291 bis 1489 die Grafen von Werdenberg damit belehnten. In Aislingen waren auch die Herren von Westernach begütert, die 1417 einen Teil an die Grafen von Werdenberg verkauften. Ein anderer Teil wurde von ihnen zunächst an die Herren von Eggenthal verkauft und kam dann ebenfalls an die Werdenberger.
Sitz der Herrschaft war ein Schloss in Aislingen, das 1860 abgebrochen wurde. Im Jahr 1489 verkauften die Grafen von Werdenberg ihre Herrschaft in Aislingen, zu der auch ein Anteil am Dorf Gundremmingen und der Maierhof in Glöttweiler gehörte, an das Hochstift Augsburg, das das Pflegamt Aislingen errichtete. Die Herrschaft Aislingen fiel durch den Reichsdeputationshauptschluss an Bayern. Es wurde dem neugebildeten Landgericht Dillingen zugeteilt.